# Budějovická brána (Český Krumlov)
Budějovická brána v Českém Krumlově (čp. 104, Latrán) byla postavena v letech 1598 až 1602 na skalnatém ostrohu nad říčkou Polečnicí. Je to nejmladší a zároveň jediná dochovaná brána z původního středověkého městského opevnění. Od roku 1963 je kulturní památkou. Je součástí historického centra Českého Krumlova a od roku 1992 je proto chráněna i jako součást světového dědictví UNESCO. Spolu se sousedícími budovami bývalého špitálu svaté Alžběty tvoří výraznou pohledovou dominantu při vstupu do města ze severní strany přes kamenný čtyřobloukový most. 

## Historie a popis
Brána byla postavena v letech 1598–1602, v souvislosti s vybudováním navazujícího kamenného mostu, který o něco dříve nahradil již nevyhovující a snad původně padací dřevěný most. Stavebníkem brány byl Petr Vok z Rožmberka, který ji následně daroval městu výměnou za slib trvalé údržby. Stavitelem brány byl pravděpodobně Dominico Benedetto Cometta z Eckthurnu.

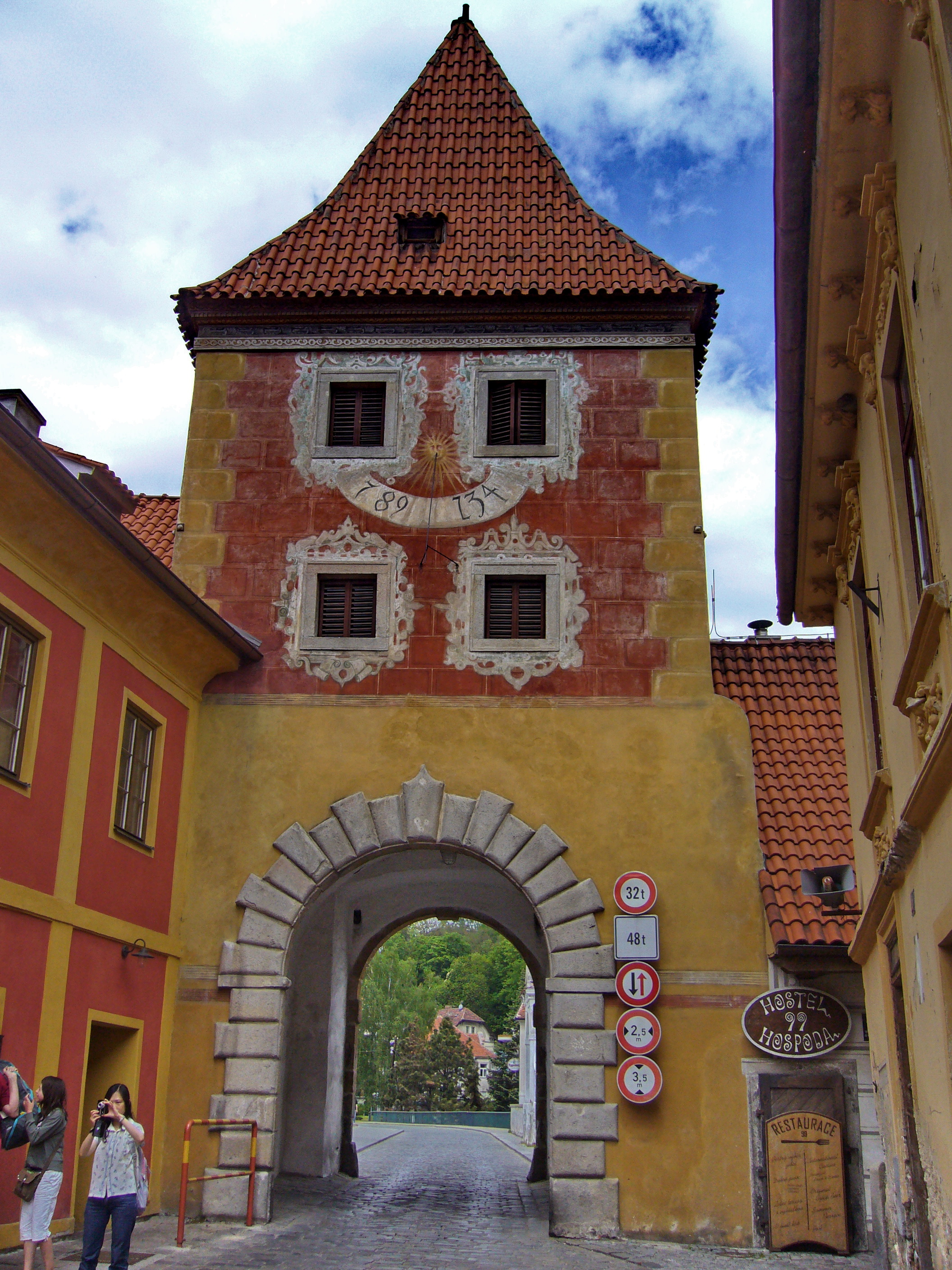
Jižní průčelí Budějovické brány

Město Český Krumlov mělo původně devět hlavních městských bran a nejmladší z nich, Budějovická brána, je jedinou dochovanou; když se kvůli rozvoji dopravy a průmyslu v 1. polovině 19. století ostatní městské brány bouraly, protože jejich klenuté průjezdy často znemožňovaly či zdržovaly provoz, Budějovická brána dopravním požadavkům vyhovovala a proto nebyla zbořena. Její interiér byl ovšem už dříve adaptován pro obytné účely a má klasicistní podobu.
V roce 1934 byl v souvislosti s rozšířením mostu proražen na východní straně průchod pro pěší, v 60. letech 20. století byl průchod proražen i na západní straně brány. V roce 1995 byla provedena oprava vnějšího pláště stavby, jehož barevné řešení bylo částečně obnoveno. Na severním průčelí byla odkryta barokní omítková vrstva a zrestaurovány malby, podobně byly v roce 1966 odkryty a následně restaurovány malby i na jižním průčelí. V roce 1996 došlo také k opravě mostu, při které bylo odstraněno jeho rozšíření a navazující východní průchod v bráně byl zaslepen.
Budějovická brána je dvoupatrová čtyřboká věž, která má z vnější severní strany charakter pevnostní architektury a její kvádrované průčelí se zahroceným břitem věže je kryto ochrannou zdí s cimbuřím. Na jižní, vnitřní straně brány je červeně zbarvené průčelí a fresková výzdoba s různě malovanými renesančními ornamenty na šambránách kolem oken, v úrovni druhého patra jsou v omítce malované sluneční hodiny.
Z památkového hlediska jsou cenné také trámové stropy věže a klenby v černé kuchyni.